# Johann Friedrich Roth
Johann Friedrich Roth (* 9. Mai 1863 in Schwabach, Königreich Bayern; † 23. August 1943 in Jena) war ein deutscher Bürgermeister und Politiker (FVp/DDP).

## Leben
Roth war der Sohn eines Schuhmachermeisters. Er arbeitete zunächst 14 Jahre als Volksschullehrer, u. a. in Fürth. Danach studierte er von 1891 bis 1893 Rechtswissenschaften an der Universität Leipzig. Im Jahr 1893 erwarb er die Staatsbürgerschaft in Sachsen und das Bürgerrecht in Leipzig und promovierte als Dr. phil. Zwei Jahre später bestand er dort das Referendarexamen und wurde 1898 Ratsreferendar in der Messestadt. Im Jahr darauf legte er in Dresden die Zweite juristische Staatsprüfung ab und arbeitete anschließend als Gewerberichter in Leipzig. 
Im April 1902 wurde Roth zum Bürgermeister von Burgstädt gewählt, 1906 erfolgte die Wahl die Wahl auf Lebenszeit. 
Von 1909 bis 1918 war Roth als Mitglied der Fortschrittlichen Volkspartei Abgeordneter des Sächsischen Landtags für den 13. städtischen Wahlkreis. Dort war er von 1909 bis 1913 stellvertretender 1. Sekretär der II. Kammer. 
Im Jahr 1912 wählte ihn der Stadtrat von Zittau zum Oberbürgermeister, doch die übergeordnete Kreishauptmannschaft Bautzen verweigerte die Bestätigung. Im Sächsischen Landtag gab es zu den Hintergründen im Mai 1912 eine Debatte. Im Zusammenhang damit soll Roth aus der Fortschrittlichen Volkspartei ausgetreten sein.
Von 1919 bis 1920 gehörte Roth als Abgeordneter der DDP der Sächsischen Volkskammer an.
Im September 1924 wurde er von der KPD-dominierten Mehrheit der Stadtverordneten in Burgstädt als Bürgermeister abgewählt. Daraufhin zog sich Roth zunächst nach Partenkirchen in Oberbayern zurück, bevor er 1934 nach Jena zog, wo er 1943 verstarb.